# Ronald Butt
Ronald Butt, CBE (* 17. Februar 1920 in London; † 13. Dezember 2002 ebenda) war ein britischer Journalist und Autor.

## Leben
Ronald Butt studierte Geschichte in Oxford. Er arbeitete von 1951 bis 1967 als politischer Redakteur für die Financial Times, von 1967 bis 1983 für die Sunday Times und zwischen 1968 und 1991 als Redakteur und regelmäßiger Kolumnist für die Times. 1987 wurde er zum Commander of the Order of the British Empire ernannt.

## Werke
- The Power of Parliament, Constable, London 1967, ISBN 0-09-450271-4
- A History of Parliament: The Middle Ages, Constable, London 1989, ISBN 0-09-456220-2